# 孝感市 (县级市)
县级孝感市，中国旧地名，曾是湖北省县级市。
1983年8月19日，国务院批准撤销孝感县，设立县级孝感市，继续作为孝感地区行政公署驻地。1993年2月8日，国务院以国函〔1993〕46号文批准撤销孝感地区，设立地级孝感市，同时撤销县级孝感市，设立孝感市孝南区、孝昌县管辖原县级孝感市的行政区域